# مويكوفاتش
مويكوفاتش هي مدينة، تقع في الجبل الأسود، بلغ عدد سكانها 10,066 نسمة وذلك حسب إحصائيات سنة 2003، تبلغ مساحتها 367 كيلومتر مربع، رمزها البريدي هو 84205.

## أعلام
- ستيفان سافيتش
- زوران سيموفيتش
- جاركو بيوفيتش
- ميودراغ بوجوفيتش
- داركو ستانيتش